# 진해여자중학교
진해여자중학교(鎭海女子中學校)는 대한민국 경상남도 창원시 진해구 여좌동에 있는 공립 중학교이다.

## 학교 연혁
- 1923년 4월 29일 : 진해고등여학교 개교
- 1951년 9월 1일 : 학칙변경으로 중.고등학교 분리
- 1969년 2월 28일 : 신축교사 총 36교실 완공
- 1995년 2월 28일 : 본관↔후관↔별관 1, 2층 연결복도 완공
- 2023년 1월 5일 : 제73회 졸업식(143명) 총 졸업생 수 24,756명
- 2023년 3월 1일 : 제26대 박미란 교장 취임
- 2023년 3월 2일 : 2023학년도 신입생 139명 입학
- 2024년 3월 4일 : 2024학년도 신입생 177명 입학

## 참고 자료
- 진해여자중학교 - 한국교육학술정보원 학교알리미